# De Dion-Bouton 25CV
La 25HP era un'autovettura di lusso prodotta dalla Casa automobilistica francese De Dion-Bouton.

## Profilo
Si tratta di uno degli ultimi modelli di prestigio della Casa francese. Dopo la prima guerra mondiale, la De Dion-Bouton non si rese conto che c'era bisogno di modelli popolari ed economici, per cui inizialmente tornò a rispolverare modelli di prestigio, tra i quali vi fu anche la 25HP una delle ultime vetture della Casa a montare un V8, che in questo Caso era di circa 3695 cm³. La trazione era posteriore ed il cambio era a 4 marce.

Le sospensioni erano a balestre semiellittiche.

Dopo il fiasco commerciale di questa vettura, la De Dion-Bouton ebbe una pausa produttiva e dopo provò a risollevarsi dandosi alla produzione di vetture più accessibili.